# 徐海喬
徐海喬（シュー・ハイチャオ、1983年4月17日 - ）は、中国の男優。中国山東省済南市出身。

## 出演

### テレビドラマ
- 『花千骨〜舞い散る運命、永遠の誓い〜』（2015年）
- 『酔麗花〜エターナル・ラブ〜』（2017年）
- 『初恋という名の小さな宝物』（2019年）
- 『清越坊の女たち〜当家主母〜』（2020年）
- 『夢華録』（2021年）

### 映画
- （原題 『雨中的樹』、2012年）